# CyanogenMod
CyanogenMod – oprogramowanie open source będące modyfikacją systemu operacyjnego Android. Oferuje on funkcje często nieobecne w oficjalnym oprogramowaniu udostępnianym przez producentów urządzeń, takie jak natywne wsparcie dla motywów, odtwarzanie muzyki w formacie FLAC, zaawansowany equalizer, klient OpenVPN, overclocking CPU, menedżer uprawnień aplikacji, modyfikowalne przełączniki w obszarze powiadomień, a także inne ulepszenia interfejsu oraz możliwość konfiguracji wielu aspektów działania systemu (np. definiowanie funkcji poszczególnych guzików fizycznych). Jednocześnie jest to źródło aktualizacji systemu Android dla wielu niewspieranych już oficjalnie urządzeń przez producenta. System bez żadnych dodatkowych modyfikacji umożliwia nadanie poszczególnym aplikacjom uprawnień roota.
CyanogenMod nie ma domyślnie zainstalowanego spyware’u ani bloatware’u.
Twórcy systemu twierdzą także, że zwiększa niezawodność i wydajność w porównaniu do oficjalnego firmware’u.
24 grudnia 2016 roku na oficjalnej stronie Cyanogen Inc. ogłoszono zamknięcie projektu CyanogenMod, jak i Cyanogen OS wraz ze wszystkimi usługami takimi jak serwery wersji Nightly które zostaną wyłączone najpóźniej 31 grudnia. Równocześnie deweloperzy którzy odpowiadali za system ogłosili że kontynuują prace pod nazwą LineageOS.

## Cyanogen Inc.
Firma powstała we wrześniu 2013, posiada siedzibę w Seattle i Palo Alto w Kalifornii, która odpowiadała za finansowanie projektu CyanogenMod oraz rozwijała system Cyanogen OS, który był komercyjną odmianą Cyanogenmoda.

## Dostępność
CyanogenMod dostępny jest na wiele urządzeń pracujących pod kontrolą systemu Android. Istnieje także wiele nieoficjalnych wersji tej modyfikacji na urządzenia niewspierane przez zespół CyanogenMod.

## Instalator
W listopadzie 2013 roku udostępniono program do łatwej instalacji CyanogenModa – CyanogenMod Installer. Do 27 listopada 2013 roku istniała możliwość pobierania instalatora bezpośrednio ze Sklepu Play, Google usunął jednak aplikację po jakimś czasie, tłumacząc, że może ona powodować potencjalne uszkodzenie urządzenia. Po wykryciu krytycznej luki w zabezpieczeniach androida „Stagefright” opcja pobrania instalatora została wyłączona.

## Rozwój
| 3.1 | Android 1.5 (Cupcake)                                       | luty 2009            |
| 3.2 | Android 1.5 (Cupcake)                                       | luty 2009            |
| 3.3.x | Android 1.5 (Cupcake)                                       | luty 2009            |
| 3.4.x | Android 1.5 (Cupcake)                                       | luty 2009            |
| 3.5.x | Android 1.5 (Cupcake)                                       | luty 2009            |
| 3.6.x | Android 1.5 (Cupcake)                                       | luty 2009            |
| 3.9.x | Android 1.5 (Cupcake)                                       | 22 lipca 2009        |
| 4.0.x | Android 1.6 (Donut)                                         | 2009                 |
| 4.1.x | Android 1.6 (Donut)                                         | 30 sierpnia 2009     |
| 4.2.x | Android 1.6 (Donut)                                         | 24 października 2009 |
| 5.0.0 | Android 2.0 / 2.1 (Eclair)                                  | 14 lutego 2010       |
| 5.0.1 | Android 2.0 / 2.1 (Eclair)                                  | 14 lutego 2010       |
| 5.0.2 | Android 2.0 / 2.1 (Eclair)                                  | 14 lutego 2010       |
| 5.0.3.x | Android 2.0 / 2.1 (Eclair)                                  | 20 lutego 2010       |
| 5.0.4.x | Android 2.0 / 2.1 (Eclair)                                  | 27 lutego 2010       |
| 5.0.5.x | Android 2.0 / 2.1 (Eclair)                                  | 19 marca 2010        |
| 5.0.6.x | Android 2.0 / 2.1 (Eclair)                                  | 16 kwietnia 2010     |
| 5.0.7.x | Android 2.0 / 2.1 (Eclair)                                  | 25 maja 2010         |
| 5.0.8 | Android 2.0 / 2.1 (Eclair)                                  | 19 lipca 2010        |
| 6.0.0 | Android 2.2 (Froyo)                                         | 28 sierpnia 2010     |
| 6.1.x | Android 2.2 (Froyo)                                         | 6 grudnia 2010       |
| 7.0.x | Android 2.3 (Gingerbread)                                   | 10 kwietnia 2011     |
| 7.1.x | Android 2.3 (Gingerbread)                                   | 10 października 2011 |
| 7.2.x | Android 2.3 (Gingerbread)                                   | 16 czerwca 2012      |
| 8.0.0 | Android 3.x (Honeycomb)                                     | Pominięty            |
| 9.0.0 | Android 4.0.4 (Ice Cream Sandwich)                          | 10 sierpnia 2012     |
| 9.1.0 | Android 4.0.4 (Ice Cream Sandwich)                          | 28 sierpnia 2012     |
| 10.0 | Android 4.1.2 (Jelly Bean)                                  | 13 listopada 2012    |
| 10.1 | Android 4.2.2 (Jelly Bean)                                  | 24 czerwca 2013      |
| 10.2 | Android 4.3 (Jelly Bean)                                    | 3 sierpnia 2013      |
| 11.0 | Android 4.4-4.4.4 (KitKat)                                  | 6 listopada 2013     |
| 12.0 | Android 5.0 (Lollipop)                                      | 5 stycznia 2015      |
| 12.1 | Android 5.1 (Lollipop)                                      | 7 października 2015  |
| 13.0 | Android 6.0/6.0.1 (Marshmallow)                             | 23 listopada 2015    |
| 14.0 | Android 7.0 (Nougat)                                        | (pominięty)          |
| 14.1 | Android 7.1 (Nougat) (Jest on ostatnią wersją Cyanogenmoda) | 8 października 2016  |
| Legenda: Czerwień – wersja niewspierana, Zielony – ostatnia stabilna wersja, Fioletowy – wersja nieukończona |                                                             |                      |

## Cyanogen OS
Cyanogen OS był oprogramowaniem preinstalowanym na niektórych urządzeniach (OnePlus One, YU Yureka, YU Yuphoria, Andromax Q, Lenovo ZUK Z1, Wileyfox Swift, Wileyfox Storm). Był oparty na kodzie źródłowym CyanogenMod.
Początkowo wyróżniał go przyrostek -S (CyanogenMod 11s), w wersji 12.0 jego nazwa została zmieniona na Cyanogen OS.

### Różnice pomiędzy CyanogenMod a Cyanogen OS
| Nazwa       | Oficjalny/zamienny | Oparte na                          | Preinstalowany/wymaga ręcznej instalacji | Dostęp do roota | Twórcy                                  |
| ----------- | ------------------ | ---------------------------------- | ---------------------------------------- | --------------- | --------------------------------------- |
| Cyanogen OS | Oficjalny          | AOSP (Android Open Source Project) | Preinstalowany                           | Nie             | Cyanogen Inc.                           |
| CyanogenMod | Zamiennik          | AOSP (Android Open Source Project) | Wymaga ręcznej instalacji                | Tak             | Społeczność CyanogenMod i Cyanogen Inc. |